# Prenomi lituani
Questa voce raccoglie i prenomi tipici della lingua lituana, con eventuali varianti e l'equivalente in italiano, se esiste.

## A
Maschili
| Nome         | Varianti | Corrispondente italiano |
| ------------ | -------- | ----------------------- |
| Adolfasa     | Adasa    | Adolfo                  |
| Adomasa      | Adasa    | Adamo                   |
| Aidasa       |          |                         |
| Albertasa    |          | Alberto                 |
| Albinasa     |          | Albino                  |
| Aleksandrasa |          | Alessandro              |
| Alfonsasa    |          | Alfonso                 |
| Alfredasa    |          | Alfredo                 |
| Algimantasa  | Algisa   |                         |
| Algirdasa    | Algisa   |                         |
| Almantasa    |          |                         |
| Alvydasa     |          |                         |
| Andriusa     |          | Andrea                  |
| Anicetasa    |          | Aniceto                 |
| Antanasa     |          | Antonio                 |
| Arasa        |          |                         |
| Arnoldasa    | Arnasa   | Arnaldo                 |
| Aronasa      |          | Aronne                  |
| Artūrasa     |          | Arturo                  |
| Arūnasa      |          |                         |
| Arvydasa     |          |                         |
| Augustasa    | Gustasa  | Augusto                 |
| Augustinasa  |          | Agostino                |
| Aurelijusa   |          | Aurelio                 |
| Ąžuolasa     |          |                         |

Femminili
| Nome        | Varianti | Corrispondente italiano |
| ----------- | -------- | ----------------------- |
| Adelėa      |          | Adele                   |
| Agnėa       |          | Agnese                  |
| Aistėa      |          |                         |
| Akvilėa     |          | Aquila                  |
| Albinaa     |          | Albina                  |
| Aldonaa     |          |                         |
| Aleksandraa | Sandraa  | Alessandra              |
| Almaa       |          | Alma                    |
| Amalijaa    |          | Amalia                  |
| Amelijaa    |          | Amelia                  |
| Anastasijaa |          | Anastasia               |
| Angelėa     |          | Angela                  |
| Anicetaa    |          | Aniceta                 |
| Antaninaa   |          | Antonina                |
| Anželikaa   |          | Angelica                |
| Apolonijaa  |          | Apollonia               |
| Atėnėa      |          | Atena                   |
| Audraa      |          |                         |
| Augustėa    |          | Augusta                 |
| Aurelijaa   |          | Aurelia                 |
| Aušraa      |          |                         |
| Austėjaa    |          |                         |

## B
Maschili
| Nome         | Varianti | Corrispondente italiano |
| ------------ | -------- | ----------------------- |
| Benediktasa  | Benasa   | Benedetto               |
| Benjaminasa  | Benasa   | Beniamino               |
| Bronislovasa | Broniusa | Bronislao               |

Femminili
| Nome     | Varianti | Corrispondente italiano |
| -------- | -------- | ----------------------- |
| Barboraa |          | Barbara                 |
| Birutėa  |          |                         |

## D
Maschili
| Nome       | Varianti  | Corrispondente italiano |
| ---------- | --------- | ----------------------- |
| Danieliusa |           | Daniele                 |
| Darijusa   | Dariusa   | Dario                   |
| Daumantasa |           |                         |
| Domantasa  | Domasa    |                         |
| Dominykasa | Domasa    | Domenico                |
| Donatasa   |           | Donato                  |
| Dovilasa   |           |                         |
| Dovydasa   | Deividasa | Davide                  |

Femminili
| Nome      | Varianti | Corrispondente italiano |
| --------- | -------- | ----------------------- |
| Dainaa    |          |                         |
| Daivaa    |          |                         |
| Daliaa    |          |                         |
| Dalijaa   |          | Dalia                   |
| Danguolėa |          |                         |
| Danutėa   |          |                         |
| Deimantėa |          | Diamante                |
| Dianaa    |          | Diana                   |
| Domantėa  |          |                         |
| Donataa   |          | Donata                  |
| Dorotėjaa | Urtėa    | Dorotea                 |
| Dovilėa   |          |                         |

## E
Maschili
| Nome       | Varianti  | Corrispondente italiano |
| ---------- | --------- | ----------------------- |
| Edgarasa   |           | Edgardo                 |
| Edmundasa  |           | Edmondo                 |
| Eduardasa  | Edvardasa | Edoardo                 |
| Edvinasa   |           | Edvino                  |
| Egidijusa  |           | Egidio                  |
| Eimantasa  |           |                         |
| Elijasa    | Iljaa     | Elia                    |
| Emilisa    |           | Emilio                  |
| Erikasa    |           | Eric                    |
| Ernestasa  |           | Ernesto                 |
| Eugenijusa |           | Eugenio                 |

Femminili
| Nome      | Varianti | Corrispondente italiano |
| --------- | -------- | ----------------------- |
| Editaa    |          | Editta                  |
| Eglėa     |          |                         |
| Eimantėa  |          |                         |
| Elenaa    | Jelenaa  | Elena                   |
| Eleonoraa |          | Eleonora                |
| Elijaa    |          |                         |
| Elžbietaa | Elzėa    | Elisabetta              |
| Emaa      |          | Emma                    |
| Emilijaa  |          | Emilia                  |
| Ernestaa  |          | Ernesta                 |
| Esteraa   |          | Ester                   |
| Eugenijaa |          | Eugenia                 |
| Evelinaa  |          | Evelina                 |

## F
Maschili
Femminili
| Nome      | Varianti | Corrispondente italiano |
| --------- | -------- | ----------------------- |
| Filomenaa |          | Filomena                |

## G
Maschili
| Nome        | Varianti | Corrispondente italiano |
| ----------- | -------- | ----------------------- |
| Gabrieliusa |          | Gabriele                |
| Gediminasa  |          |                         |
| Giedriusa   |          |                         |
| Gintarasa   |          |                         |
| Gintautasa  |          |                         |
| Gustavasa   |          | Gustavo                 |
| Gvidasa     |          | Guido                   |

Femminili
| Nome       | Varianti | Corrispondente italiano |
| ---------- | -------- | ----------------------- |
| Gabijaa    |          |                         |
| Gabrielėa  |          | Gabriella               |
| Genovaitėa | Genėa    | Genoveffa               |
| Gertrūdaa  |          | Geltrude                |
| Giedrėa    |          |                         |
| Gintarėa   |          |                         |
| Godaa      |          |                         |
| Gražinaa   |          |                         |
| Gretaa     |          | Greta                   |

## H
Maschili
| Nome      | Varianti | Corrispondente italiano |
| --------- | -------- | ----------------------- |
| Henrikasa | Herkusa  | Enrico                  |

Femminili
| Nome     | Varianti | Corrispondente italiano |
| -------- | -------- | ----------------------- |
| Henrikaa |          | Enrica                  |

## I
Maschili
| Nome   | Varianti | Corrispondente italiano |
| ------ | -------- | ----------------------- |
| Ignasa |          | Ignazio                 |

Femminili
| Nome     | Varianti | Corrispondente italiano |
| -------- | -------- | ----------------------- |
| Ievaa    |          | Eva                     |
| Iglėa    |          |                         |
| Ilonaa   |          |                         |
| Inesaa   |          | Ines                    |
| Ingaa    |          |                         |
| Irenaa   |          | Irene                   |
| Irmaa    |          | Irma                    |
| Izabelėa |          | Isabella                |

## J
Maschili
| Nome        | Varianti | Corrispondente italiano |
| ----------- | -------- | ----------------------- |
| Jaroslavasa |          |                         |
| Jokūbasa    |          | Giacobbe/Giacomo        |
| Jonasa      |          | Giovanni                |
| Juliusa     |          | Giulio                  |
| Juozapasa   | Juozasa  | Giuseppe                |
| Jurgisa     |          | Giorgio                 |
| Justasa     |          | Giusto                  |
| Justinasa   |          | Giustino                |

Femminili
| Nome     | Varianti | Corrispondente italiano |
| -------- | -------- | ----------------------- |
| Jadvygaa |          | Edvige                  |
| Janinaa  |          |                         |
| Jolantaa |          | Iolanda                 |
| Juditaa  |          | Giuditta                |
| Julijaa  |          | Giulia                  |
| Jūratėa  |          |                         |
| Jurgitaa |          | Giorgia                 |
| Justinaa |          | Giustina                |

## K
Maschili
| Nome          | Varianti | Corrispondente italiano |
| ------------- | -------- | ----------------------- |
| Kajusa        |          | Caio                    |
| Karolisa      |          | Carlo                   |
| Kasparasa     |          | Gaspare                 |
| Kazimierasa   |          | Casimiro                |
| Kęstutisa     | Kęstasa  |                         |
| Konstantinasa | Kostasa  | Costantino              |
| Kristijonasa  |          | Cristiano               |
| Kristupasa    |          | Cristoforo              |

Femminili
| Nome       | Varianti | Corrispondente italiano |
| ---------- | -------- | ----------------------- |
| Kamilėa    |          | Camilla                 |
| Karolinaa  |          | Carolina                |
| Kazimieraa |          | Casimira                |
| Kornelijaa |          | Cornelia                |
| Kotrynaa   | Katrėa   | Caterina                |
| Kristinaa  |          | Cristina                |

## L
Maschili
| Nome       | Varianti | Corrispondente italiano |
| ---------- | -------- | ----------------------- |
| Laurynasa  |          | Lorenzo                 |
| Leonardasa |          | Leonardo                |
| Leonasa    |          | Leone                   |
| Linasa     |          | Lino                    |
| Liudvikasa |          | Ludovico                |
| Lukasa     |          | Luca                    |

Femminili
| Nome      | Varianti | Corrispondente italiano |
| --------- | -------- | ----------------------- |
| Laimaa    | Laimutėa |                         |
| Larisaa   |          | Larissa                 |
| Lauraa    |          | Laura                   |
| Lėjaa     |          | Lia                     |
| Lidijaa   |          | Lidia                   |
| Liepaa    |          |                         |
| Ligitaa   |          |                         |
| Lilijaa   |          | Lilia                   |
| Lilijanaa |          | Liliana                 |
| Linaa     |          | Lina                    |
| Liucijaa  |          | Lucia                   |
| Liudvikaa |          | Ludovica                |
| Luknėa    |          |                         |

## M
Maschili
| Nome        | Varianti  | Corrispondente italiano |
| ----------- | --------- | ----------------------- |
| Mantasa     |           |                         |
| Mantvydasa  |           |                         |
| Marijusa    | Mariusa   | Mario                   |
| Markasa     |           | Marco                   |
| Martynasa   |           | Martino                 |
| Matasa      | Motiejusa | Matteo                  |
| Mečislovasa |           |                         |
| Mindaugasa  |           |                         |
| Modestasa   |           | Modesto                 |
| Mykolasa    |           | Nicola                  |

Femminili
| Nome       | Varianti | Corrispondente italiano |
| ---------- | -------- | ----------------------- |
| Magdalenaa |          | Maddalena               |
| Margaritaa |          | Margherita              |
| Marijaa    |          | Maria                   |
| Marijonaa  |          | Mariana                 |
| Marinaa    |          | Marina                  |
| Melanijaa  |          | Melania                 |
| Miglėa     |          |                         |
| Mildaa     |          |                         |
| Monikaa    |          | Monica                  |
| Mortaa     |          | Marta                   |

## N
Maschili
| Nome   | Varianti | Corrispondente italiano |
| ------ | -------- | ----------------------- |
| Nojusa |          | Noè                     |

Femminili
| Nome      | Varianti | Corrispondente italiano |
| --------- | -------- | ----------------------- |
| Natalijaa |          | Natalia                 |
| Nijolėa   |          |                         |
| Ninaa     |          | Nina                    |

## O
Maschili
Femminili
| Nome     | Varianti | Corrispondente italiano |
| -------- | -------- | ----------------------- |
| Odetaa   |          | Odetta                  |
| Olivijaa |          | Olivia                  |
| Onaa     |          | Anna                    |

## P
Maschili
| Nome        | Varianti | Corrispondente italiano |
| ----------- | -------- | ----------------------- |
| Pauliusa    |          | Paolo                   |
| Petrasa     |          | Pietro                  |
| Pijusa      |          | Pio                     |
| Pilypasa    |          | Filippo                 |
| Pranciškusa | Pranasa  | Francesco               |

Femminili
| Nome       | Varianti | Corrispondente italiano |
| ---------- | -------- | ----------------------- |
| Patricijaa |          | Patrizia                |
| Paulinaa   |          | Paolina                 |
| Pranciškaa |          | Francesca               |

## R
Maschili
| Nome       | Varianti | Corrispondente italiano |
| ---------- | -------- | ----------------------- |
| Raimondasa |          | Raimondo                |
| Ramūnasa   |          |                         |
| Renatasa   |          | Renato                  |
| Ričardasa  |          | Riccardo                |
| Rimantasa  | Rimasa   |                         |
| Robertasa  |          | Roberto                 |
| Rokasa     |          | Rocco                   |
| Rolandasa  |          | Rolando                 |
| Romualdasa |          | Romualdo                |
| Rytisa     |          |                         |

Femminili
| Nome      | Varianti | Corrispondente italiano |
| --------- | -------- | ----------------------- |
| Ramunėa   |          |                         |
| Rasaa     |          |                         |
| Reginaa   |          | Regina                  |
| Renataa   |          | Renata                  |
| Ritaa     |          | Rita                    |
| Romualdaa |          | Romualda                |
| Rozalijaa |          | Rosalia                 |
| Rožėa     |          | Rosa                    |
| Rugilėa   |          |                         |
| Rusnėa    |          |                         |
| Rūtaa     |          | Rut                     |

## S
Maschili
| Nome         | Varianti | Corrispondente italiano |
| ------------ | -------- | ----------------------- |
| Sauliusa     |          |                         |
| Sergejusa    |          | Sergio                  |
| Simonasa     | Simas    | Simone                  |
| Stanislovasa | Stasysa  | Stanislao               |
| Steponasa    |          | Stefano                 |

Femminili
| Nome        | Varianti | Corrispondente italiano |
| ----------- | -------- | ----------------------- |
| Saulėa      |          |                         |
| Silvijaa    |          | Silvia                  |
| Simonaa     |          | Simona                  |
| Skaistėa    |          |                         |
| Smiltėa     |          |                         |
| Snieguolėa  |          |                         |
| Solveigaa   |          |                         |
| Stanislovaa | Stasėa   | Stanislava              |
| Stefanijaa  |          | Stefania                |
| Svajonėa    |          |                         |
| Svetlanaa   |          |                         |

## T
Maschili
| Nome       | Varianti | Corrispondente italiano |
| ---------- | -------- | ----------------------- |
| Tadasa     |          | Taddeo                  |
| Tautvydasa |          |                         |
| Titasa     |          | Tito                    |
| Tomasa     |          | Tommaso                 |

Femminili
| Nome     | Varianti | Corrispondente italiano |
| -------- | -------- | ----------------------- |
| Tamaraa  |          | Tamara                  |
| Tatjanaa |          | Tatiana                 |
| Teresėa  | Teresaa  | Teresa                  |

## U
Maschili
| Nome     | Varianti | Corrispondente italiano |
| -------- | -------- | ----------------------- |
| Urbonasa |          | Urbano                  |

Femminili
| Nome  | Varianti | Corrispondente italiano |
| ----- | -------- | ----------------------- |
| Ugnėa |          |                         |

## V
Maschili
| Nome        | Varianti            | Corrispondente italiano |
| ----------- | ------------------- | ----------------------- |
| Vaclovasa   |                     | Venceslao               |
| Valdemarasa | Voldemaras, Valdasa | Valdemaro               |
| Valentinasa |                     | Valentino               |
| Vasilijusa  |                     | Basilio                 |
| Vidasa      |                     |                         |
| Vidmantasa  | Vydmantasa          |                         |
| Viktorasa   |                     | Vittorio                |
| Vilhelmasa  |                     | Guglielmo               |
| Vilmantasa  |                     |                         |
| Viltautasa  |                     |                         |
| Vincentasa  | Vincasa             | Vincenzo                |
| Virgilijusa |                     | Virgilio                |
| Virginijusa |                     | Virginio                |
| Visvaldasa  |                     |                         |
| Vitalijusa  |                     | Vitale                  |
| Vladimirasa | Vladasa             | Vladimiro               |
| Vygantasa   |                     |                         |
| Vytautasa   |                     |                         |

Femminili
| Nome        | Varianti | Corrispondente italiano |
| ----------- | -------- | ----------------------- |
| Vaivaa      |          |                         |
| Vakarėa     |          |                         |
| Valentinaa  |          | Valentina               |
| Valerijaa   |          | Valeria                 |
| Vandaa      |          | Wanda                   |
| Veronikaa   |          | Veronica                |
| Vidaa       |          |                         |
| Viktorijaa  |          | Vittoria                |
| Vilhelminaa |          | Guglielmina             |
| Vilmaa      |          | Wilma                   |
| Vilmantėa   |          |                         |
| Viltautėa   | Viltėa   |                         |
| Violetaa    |          | Violetta                |
| Virginijaa  |          | Virginia                |
| Vitaa       |          | Vita                    |
| Vitalijaa   |          | Vitalia                 |

## Z
Maschili
| Nome      | Varianti | Corrispondente italiano |
| --------- | -------- | ----------------------- |
| Zenonasa  |          | Zeno                    |
| Žydrūnasa |          |                         |

Femminili
| Nome    | Varianti | Corrispondente italiano |
| ------- | -------- | ----------------------- |
| Žanetaa |          |                         |
| Zitaa   |          | Zita                    |
| Zofijaa | Sofijaa  | Sofia                   |
| Zojaa   |          | Zoe                     |
| Zuzanaa |          | Susanna                 |
| Žydrėa  |          |                         |